# Grigóris Lambrákis
Gregoris Lambrakis (Γρηγόρης Λαμπράκης) (3 de abril de 1912 — 27 de maio de 1963), foi um político socialista, atleta e médico grego, tendo sido ainda membro da Escola de Medicina da Universidade de Atenas. Por seu envolvimento com o movimento pacifista internacional, acabou sendo assassinado por extremistas num falso acidente automobilístico em 1963.

## Legado
A vida e morte de Gregoris Lambrakis inspirou o autor Vassilis Vassilikos a escrever o romance político "Z". O título representa a primeira letra da palavra grega "Zei" ("Ele vive!"), um slogan popular que começou a aparecer nos muros de várias cidades gregas na década de 1960, ilustrando o crescente descontentamento contra as condições que levaram ao assassinato de Lambrakis. Em 1969, o diretor grego Costa-Gavras (Κώστας Γαβράς) fez o filme  Z, o qual foi um grande sucesso e venceu o Oscar e o Globo de Ouro. Yves Montand faz o papel do Deputado (Lambrakis), Jean-Louis Trintignant é o investigador Sartzetakis e Irene Papas é a viúva de Lambrakis.